# Zdravko Zovko
Zdravko Zovko (nascut el 28 de maig de 1955 a Kolibe Gornje, Bòsnia i Hercegovina) és un exjugador d'handbol croat que actualment fa d'entrenador d'handbol al club rus Zvezda Zvenigorod.
Zovko va competir als Jocs Olímpics d'Estiu de 1984, representant Iugoslàvia. Hi va jugar tots sis partits, i va contribuir amb cinc gols a la medalla d'or guanyada per la seva selecció.
Com a entrenador, ha treballat a l'RK Zagreb, KC Veszprém i RK Podravka, abans de fitxar pel Zvezda Zvenigorod el maig d e2011.